# Dragan Stojković
 Der er for få eller ingen kildehenvisninger i denne artikel, hvilket er et problem. Du kan hjælpe ved at angive troværdige kilder til de påstande, som fremføres i artiklen.

Dragan Stojković (født 3. marts 1965) er en tidligere serbisk fodboldspiller.

## Serbiens fodboldlandshold
| Jugoslaviens landshold | Jugoslaviens landshold | Jugoslaviens landshold |
| År                     | Kmp                    | Mål                    |
| ---------------------- | ---------------------- | ---------------------- |
| 1983                   | 1                      | 0                      |
| 1984                   | 5                      | 2                      |
| 1985                   | 2                      | 0                      |
| 1986                   | 0                      | 0                      |
| 1987                   | 5                      | 2                      |
| 1988                   | 6                      | 2                      |
| 1989                   | 11                     | 1                      |
| 1990                   | 9                      | 2                      |
| 1991                   | 1                      | 0                      |
| 1992                   | 1                      | 0                      |
| Total                  | 41                     | 9                      |

| Serbiens landshold | Serbiens landshold | Serbiens landshold |
| År                 | Kmp                | Mål                |
| ------------------ | ------------------ | ------------------ |
| 1994               | 2                  | 0                  |
| 1995               | 3                  | 0                  |
| 1996               | 8                  | 3                  |
| 1997               | 7                  | 0                  |
| 1998               | 10                 | 1                  |
| 1999               | 4                  | 2                  |
| 2000               | 7                  | 0                  |
| 2001               | 2                  | 0                  |
| Total              | 43                 | 6                  |